# Помори
Помори (рус. поморы) посебна су етничка и етнолингвистичка група руског народа која представља колонизаторску струју која је населила обале Белог мора током 12. века. Данас углавном насељавају делове беломорске обале Кољског полуострва, и доње токове Оњеге, Мезења и Северне Двине.
Говоре северноруским дијалектом (поморски говор) руског језика, а у религијском погледу верници су Руске православне цркве и Руске старообредне цркве. Према подацима са пописа становништва из 2010. у Русији се на том попису као Поморима изјаснило 3.113 становника.
Помори су се углавном бавилит трговином, поморством, ловом и риболов, а међу првима су открили северни поморски пут од Архангељска ка Сибиру. Данас углавном живе на подручју Мурманске и Архангељске области, те на територији Карелије и Комије.